# Arberella
Arberella es un género de fanerógamas de la familia de las poáceas. Es originario del Caribe y del centro de Brasil en el Amazonas.

## Etimología
El nombre del género fue otorgado en honor de Agnes Robertson Arber, eminente morfóloga británica. 

## Citología
El número cromosómico básico del género es x = 11, con números cromosómicos somáticos de 2n = 22, diploide.

## Especies
- Arberella bahiensis
- Arberella costaricensis
- Arberella dressleri
- Arberella flaccida
- Arberella grayumii
- Arberella lancifolia
- Arberella venezuelae